# Hey, Come On!
《Hey, Come On!》은 대한민국의 음악 그룹 신화의 네 번째 정규앨범이다.
앨범 발매 전부터 이미 30만장의 선주문이 있었으며, 멤버 앤디 경우에는 개인사정으로 인하여 초기부터 활동하지 못하고 이후에 다시 합류했다. 그래서 앨범 재킷에도 앤디의 사진이 없다. 앨범에는 강타, 랩퍼 허인창과 후니훈, 피아니스트 송광식, 과거 N.EX.T 출신으로 2001년 당시 문희준 밴드에서 연주를 하던 기타리스트 정기송 등이 참여하였고, 타이틀 곡은 〈Hey, Come On!〉, 이후 후속곡은 〈Wild Eyes〉였다.
9월 초에는 앨범 판매량이 45만장을 넘어섰는데, 같은 달 16일에 신혜성이 게릴라 콘서트 도중 넘어져 오른쪽 무릎 인대가 파열되는 부상을 입어 2~3주간 그룹 활동이 중단되기도 하였다.

## 수록곡
| #            | 제목                             | 작사                                                             | 작곡                         | 편곡                         | 재생 시간 |
| ------------ | -------------------------------- | ---------------------------------------------------------------- | ---------------------------- | ---------------------------- | --------- |
| 1.           | 〈Just 2 Be With U〉             | Young Kim, William Pyon                                          | Young Kim                    | Young Kim                    | 4:19      |
| 2.           | 〈Hey, Come On!〉                | 신혜성, 문정혁(랩 가사), Peter Rafelson, Jeff Vincent(영어 가사) | Peter Rafelson, Jeff Vincent | Peter Rafelson, Jeff Vincent | 3:27      |
| 3.           | 〈Shinhwa Knight〉               | 지국현, 문정혁(랩 가사)                                          | 지국현                       | 지국현                       | 4:10      |
| 4.           | 〈Wild Eyes〉                    | 유영진, Shawn 'Rize' Kook(랩 가사)                               | 유영진                       | 유영진                       | 3:21      |
| 5.           | 〈Reminiscence〉                 | 이민우, 문정혁                                                   | 이민우, 문정혁               | 이민우                       | 4:06      |
| 6.           | 〈Falling In Love〉              | 신혜성, Dave Pickell/Ron Irving(영어 가사)                       | Dave Pickell, Ron Irving     | 홍정수, 이인성               | 4:09      |
| 7.           | 〈Never Can Rewind〉             | 김동현, 에릭, 김동완                                             | 박성수                       | 박성수                       | 3:28      |
| 8.           | 〈Trippin'〉                     | 서융근, 에릭(랩 가사)                                            | 서융근                       | 서융근                       | 3:16      |
| 9.           | 〈Sure I Know〉 (이별... 그리고) | 신혜성, 에릭(랩 가사)                                            | 윤치웅                       | 윤치웅                       | 4:15      |
| 10.          | 〈Dark〉                         | 김영아, 김동완/에릭(랩 가사)                                     | 김석찬                       | 전준규                       | 3:54      |
| 11.          | 〈Egotism〉 (97年 4月 1日)       | 김동완, 에릭(영어 가사)                                          | 김동완                       | 김동완                       | 4:52      |
| 12.          | 〈바램〉 (I Swear...)            | 신혜성                                                           | 강타                         | 강타, 전종혁(현악 편곡)      | 4:43      |
| 총 재생 시간 | 총 재생 시간                     | 총 재생 시간                                                     | 총 재생 시간                 | 총 재생 시간                 | 46:00     |

## 참여
이 목록은 해당 앨범의 부클릿 〈Credit〉목록을 참고하였다.
| 신화 - 에릭 - 메인 랩, 코러스(2, 6, 9, 10), 디렉터(5) - 앤디 - 4집 발표 이후에 활동 복귀 - 이민우 - 서브 보컬, 코러스(2, 3, 6, 7, 9, 10), 디렉터(5) - 전진 - 리드 랩, 코러스(2, 6, 7, 9, 10) - 김동완 - 서브 보컬, 코러스(2, 6, 7, 9, 10), 디렉터(11) - 신혜성 - 메인 보컬, 디렉터(1, 6), 코러스(2, 6, 9, 10) 세션 - 유영진 - 코러스(4) - 원현정, 김효수 - 코러스(2) - 최태완 - 피아노(3) - 김현아, 문지환 - 코러스(3, 8) - Groovie K - 전기 기타(5) - 이태윤 - 베이스 기타(5, 7, 12) - 오조환 - 바이올린(5, 7, 11, 12) - 홍준호 - 기타(6) - 전승우 - 코러스(6) - Sam Lee - 기타(7, 8, 10) - 배신희 - 바이올린(7, 11, 12) - 최동숙 - 바이올린(7, 11) - 박성수 - 코러스(7) - 오요환 - 첼로(7, 11, 12) - 송광식 - 피아노(8, 12) - 정기송 - 기타(9, 12) - 강성호 - 코러스(9) - 김석찬 - 코러스(10) - 윤소영, 송소율 - 바이올린(11) - 박기호, 신동현, 이세진 - 코러스(11) - 강타 - 컴퓨터 프로그래밍, 신시사이저, 디렉터(12) - 강수호 - 드럼(12) - 배진숙, 김현경, 임채영, 김희영, 노승림, 우진희, 조세원, 문지은 - 바이올린(12) - 한수희 , 이보미, 조윤영 - 비올라(12) | 스탭 - 이수만 - 프로듀서 - KAT, 여두현 - 녹음, 믹싱 - 이성호, 김병재 - 녹음 - 김영성, 김범구(Cool Sound) - 녹음(1~3, 5~7, 11) - 한정은 - 녹음 보조(1~3, 5~7, 11) - 유영진(Booming System) - 녹음, 믹싱, 디렉터(4) - 유창용, 유한진 - 보조(4) - 여두현, 이성호, 김병재(SM 디지털 레코딩 스튜디오) - 녹음(8, 10) - 이승엽(Spell 레코딩 스튜디오) - 녹음(9) - 김욱중(GAGA 스튜디오) - 녹음, 믹싱(12) - 구지애 - 보조(12) - 전훈(소닉 코리아) - 마스터링 - SM 엔터테인먼트 A&R팀(김기범, 유제원, 유혁, 신정원, 박만진, 유제니) - A&R - 홍현종, 박권영 - M.P.R - 이세연, 소성진, 이시호, 한성민 - MPR 보조 - 정창환, 박정훈 - 아티스트 개발, 마케팅 - 오승은, 조남돈, 임현철 - CD PLUS 디자인 - Cool Sound, 하루 커뮤니케이션 - CD PLUS 프로덕션 - 이민우, Standby - 안무 - 김중만 - 사진 - 김명희, 정세나, 이유미, 정유리 - 스타일리스트 - 국승규 - 아트 디렉터, 디자인 - (주)명진아트 - 인쇄 - 김경욱 - 프로덕션 - SM 엔터테인먼트 - 이그제큐티브 프로듀서 |